# Чулеш
Чуле́ш (рос. Чулеш) — селище у складі Таштагольського району Кемеровської області, Росія. Входить до складу Кизил-Шорського сільського поселення.

## Населення
Населення — 239 осіб (2010; 294 у 2002).
Національний склад (станом на 2002 рік):
- росіяни — 62 %
- шорці — 33 %